# 马科兰迪亚
马科兰迪亚（葡萄牙語：Marcolândia）是巴西皮奥伊州的一个市镇。总面积137.069平方公里，总人口7137人，人口密度52.1人/平方公里。